# 五戸町立五戸中学校
五戸町立五戸中学校（ごのへちょうりつ ごのへちゅうがっこう）は、青森県三戸郡五戸町大字豊間内字地蔵平にある公立中学校。

## 沿革
- 1947年（昭和22年）
  - 4月1日 - 五戸町立五戸小学校校舎に併設、更に五戸町役場の一部も使用し、開校。
  - 4月21日 - 開校式挙行。
- 1950年（昭和25年）5月7日 - 独立校舎が落成し、移転。
- 1964年（昭和39年）4月1日 - 五戸町研究指定校の五戸地区責任校となる。
- 1977年（昭和52年） - 現校舎完成[2]。
- 1979年（昭和54年）4月1日 - 浅田・手倉橋・豊間内の3中学校を統合。
- 2013年（平成25年）10月 - 耐震補強工事完了[3]。

## 生徒数
2023年（令和5年）5月1日現在
| 学年 | 1年 | 2年 | 3年 | 特別支援    | 合計 |
| ---- | --- | --- | --- | ----------- | ---- |
| 学級 | 2   | 2   | 2   | 3           | 9    |
| 生徒 | 64  | 70  | 58  | 15 （内数） | 192  |

## 周辺
- ひばり野公園
- 五戸ドーム
- ひばり野スポーツ交流センター
- 五戸広域農道

## アクセス
- 南部バス「五戸ドーム前」バス停下車後、徒歩約390m・約6分。